# Batalha do Lago Poyang
A Batalha do Lago Poyang (chinês tradicional: 鄱陽湖之戰, pinyin: Póyáng Hú Zhīzhàn) foi uma batalha naval que ocorreu (30 de agosto – 4 de outubro de 1363) entre as forças rebeldes de Zhu Yuanzhang e Chen Youliang durante a Rebelião do Turbante Vermelho que levou à queda da Dinastia Yuan. Chen Youliang sitiou Nanchang com uma grande frota no Lago Poyang, um dos maiores lagos de água doce da China, e Zhu Yuanzhang enfrentou sua força com uma frota menor. Após um confronto inconclusivo trocando tiros, Zhu empregou navios incendiários para queimar os navios-torre inimigos e destruiu sua frota. Esta foi a última grande batalha da rebelião antes da ascensão da Dinastia Ming.

## Antecedentes
Em 30 de agosto de 1363, as forças de Chen Han conduziram um grande assalto anfíbio em Nanchang, mas falharam em tomá-la devido ao uso de canhões pelos defensores e sofreram perdas significativas. A cidade de Nanchang estava estrategicamente localizada para guardar o Lago Poyang, que conectava o Yangtzé com outras bacias hidrográficas. Durante o início dos anos 1360, Zhu Yuanzhang mantinha guarnições-chave no lago e as administrava de Nanjing, a 560 quilômetros rio abaixo. Em 1362, Chen Youliang usou "navios-torre" para transportar suas tropas para Nanchang. Eles não conseguiram desembarcar nas muralhas da cidade como fizeram em outras cidades porque a muralha não estava mais na margem. Chen pessoalmente liderou um assalto aos portões da cidade. Eles foram repelidos com uma barragem de tiros de canhão e expulsos. Após este fracasso, Chen estabeleceu um bloqueio, determinado a fazer os defensores morrerem de fome, mas um pequeno barco de pesca conseguiu escapar e chegou a Nanjing a tempo de avisar Zhu Yuanzhang.

## Batalha

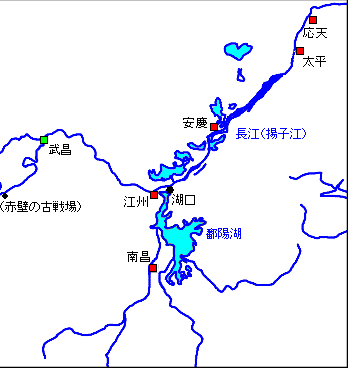

A frota de Zhu Yuanzhang chegou a Hukou em 24 de agosto e aliviou Nanchang no dia 28. Chen Youliang embarcou suas forças e navegou para o norte no Lago Poyang. As duas frotas se encontraram em 29 de agosto. As forças de Zhu contavam apenas um terço do tamanho do exército de Chen. De acordo com uma fonte Ming, as forças de Zhu chegaram armadas com "bombas de fogo, armas de fogo, flechas de fogo, sementes de fogo [provavelmente granadas], lanças de fogo grandes e pequenas, tubos de fogo 'comandantes' grandes e pequenos, bombas de ferro grandes e pequenas, foguetes". Isso mostra que armas de pólvora mais antigas coexistiam junto com armas de fogo, e proto-armas como lanças de fogo não foram substituídas até depois do início da dinastia Ming. Uma nova arma chamada "Sem Alternativa" também foi mencionada. A Sem Alternativa era "feita de uma esteira circular de junco de cerca de cinco polegadas de circunferência e sete pés de comprimento que era colada com papel vermelho e amarrada com seda e cânhamo—recheada por dentro havia pólvora torcida junto com balas e todos os tipos de armas de pólvora [subsidiárias]". Era pendurada de uma vara no mastro dianteiro, e quando um navio inimigo chegava ao alcance próximo, o pavio era aceso, e a arma supostamente cairia no navio inimigo, momento em que as coisas de dentro saíam disparadas "e queimavam tudo em pedaços, sem esperança de salvação".
Em 30 de agosto, Zhu posicionou sua frota em 11 esquadrões com ordens para "chegar perto dos navios inimigos e primeiro disparar armas de pólvora (發火器), depois arcos e bestas, e finalmente atacar seus navios com armas de curto alcance". Bombas de fogo eram lançadas usando trabucos navais, e as forças de Zhu conseguiram "queimar vinte ou mais embarcações inimigas e matar ou afogar muitas tropas inimigas". No entanto, seu navio-capitânia também pegou fogo e bateu em um banco de areia. Os navios de guerra de Chen repeliram a linha oposta até que recuaram para uma área rasa onde não podiam ser perseguidos. Zhu tentou novamente enfrentar a frota de Chen em combate navio-a-navio e foi repelido mais uma vez com perdas severas. No dia seguinte, o vento mudou em direção às forças de Chen, e Zhu enviou navios em chamas para a frota oposta, destruindo várias centenas de embarcações. Embora armas de fogo tenham sido usadas durante a batalha, em última instância, elas não foram cruciais para o sucesso, e a batalha foi vencida usando armas incendiárias.
Em 2 de setembro, as duas frotas se envolveram em batalha novamente. Embora ainda em menor número, as forças de Zhu conseguiram isolar e destruir navios de guerra inimigos maiores, forçando-os a se retirar. Depois, a frota de Zhu se estabeleceu em um bloqueio por mais um mês antes de Chen decidir tentar uma fuga em 4 de outubro. Zhu estava pronto com navios incendiários à deriva, espalhando os navios de Chen de modo que grupos de navios se envolveram em combate longe uns dos outros. Chen foi morto quando uma flecha atingiu sua cabeça.

## Consequências
Chen Youliang foi sucedido por seu filho, Chen Li, que se rendeu a Zhu em 1364.
A vitória do Wu Ocidental consolidou sua posição como o principal grupo rebelde. O Wu Ocidental derrubaria os Yuan cinco anos depois e comandaria a China. Zhu Yuanzhang então se tornou o primeiro imperador da Dinastia Ming como o Imperador Hongwu.